# Sexuelle Gewalt in Ägypten
Sexuelle Belästigung und Übergriffe waren und sind ein erhebliches Problem im modernen Ägypten. Durch besonders prominente Fälle seit Mitte der 2000er Jahre ausgelöste öffentliche Diskussionen hierüber haben zu einer Reihe von zivilgesellschaftlichen Initiativen und der Gründung mehrerer Nichtregierungsorganisationen geführt. Neue Brisanz und verstärkte internationale Aufmerksamkeit erhielt das Phänomen durch vermehrte sexuelle Übergriffe auf Frauen, darunter Vergewaltigungen durch Gruppen von Männern, bei Massendemonstrationen auf dem Kairoer Tahrir-Platz im Rahmen der Revolution in Ägypten 2011. Die fortlaufende öffentliche Debatte führte 2014 zu ersten Änderungen im Sexualstrafrecht.

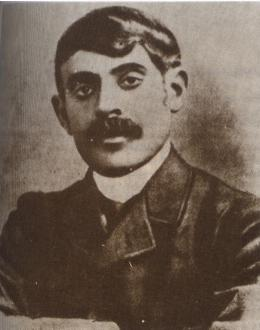
Qāsim Amīn (1863–1908), ägyptischer Frauenrechtler und Verfasser der Werke Die Befreiung der Frau (Tahrir Al-Mar’ah, 1899) und Die neue Frau (Al-Mar’ah Al-Jadidah, 1901)

## Hintergrund
Ägypten zählt zu den bevölkerungsreichsten arabischen Ländern, der Anteil an Jugendlichen an der Gesamtbevölkerung ist sehr hoch. 2012 war das Durchschnittsalter knapp 25 Jahre, und knapp ein Drittel der Gesamtbevölkerung war jünger als 15 Jahre.
In Ägypten hatte es bereits im 19. Jahrhundert einflussreiche Frauenrechtlerinnen wie die Poetin Aïscha Taimur (1840–1902) gegeben. Diese entstammte einer Familie, die eng mit dem Aufstieg der Dynastie des Muhammad Ali verbunden war.  Um 1900 entbrannte ein erster Streit um Geschlechtertrennung und Verschleierung. Die Reformkräfte im Land, einflussreich unter anderem Qasim Amin, äußerten Kritik an den vorherrschenden Verhältnissen besonders in Bezug auf Frauenrechte und nahmen dabei alte Elite wie einheimische Unterschichten aufs Korn. Man setzte sich für eine verbesserte Frauenbildung ein, stilisierte aber gleichzeitig Ehe und Familie als Ort nationaler und religiöser Authentizität. Politische Rechte blieben den Frauen verwehrt, gleichzeitig waren Frauen bei den Protesten gegen die englische Kolonialherrschaft maßgeblich beteiligt. Ägyptens Gesellschaft macht kulturell wie rechtlich einen starken Gegensatz zwischen den unterschiedlichen Naturen von Männern und Frauen. Die weibliche Sexualität wird dabei als inhärente Gefahr dargestellt.
Wie in anderen islamisch geprägten Ländern auch, ziehen sich Versuche der Emanzipierung oder der Ausschaltung traditioneller Geschlechterbilder durch autoritäre Regierungen wie ein roter Faden durch die jüngere Geschichte. Die Emanzipierungsmaßnahmen „von oben“ wurden dabei auch immer als Überfremdung durch westlichen dekadent-unmoralischen Einfluss und Teil einer fremden mit Gewalt oktroyierten Ordnung empfunden. In den 1960er Jahren kam es zu (solchen) verschiedenen Modernisierungsansätzen, die unter anderem das 1960 von General Gamal Abdel Nasser eingeführte Frauenwahlrecht ermöglichten.
Weitere Reformen für die Sache der Frauen sind eng mit der wirtschaftlichen Öffnung seines Nachfolgers Anwar as-Sadat gegenüber den USA und mit Reformprojekten seiner Frau bzw. (seit Sadats Ermordung 1981) Witwe Jehan Sadat verbunden. Jehans Gesetze, setzten ein (umstrittenes, obwohl die Praxis als solche kaum verbreitet oder wirtschaftlich möglich ist) Verbot der Vielehe, das Recht auf Alimente und ein verbessertes Sorgerecht für die Kinder nach einer Scheidung durch. Die Öffnungspolitik erwies sich als zwiespältig für die Lage der Frauen und der armen Schichten insgesamt, weil sie vor allem den privaten Sektor stärkte, die traditionellen Arbeitsbereiche für sozial Schwache aber reduzierte. Gleichzeitig verstärkten sich mächtige fundamentalistische Strömungen (vgl. Muslimbrüder), die Frauen auf Heim und Familie reduzieren wollten. Verfassungsrechtlich wurde die Gleichstellung insoweit eingeschränkt, als jedwede Gleichstellung von Frauen mit der Shari'a, dem hergebrachten islamischen Recht, in Gleichklang sein müsse. Eine zwischenzeitliche Reduktion der insgesamt in Ägypten, auch wie bei der koptischen christlichen Minderheit weitverbreiteten Weiblichen Genitalverstümmelung, wie sie 1994 nach der Weltbevölkerungskonferenz in Kairo erlassen wurde, stieß auf erbitterten Widerstand. Schon 1997 wurde die 1994 erlassene Beschränkung des Eingriffs auf Krankenhäuser wieder aufgehoben. Die Gleichsetzung von Gleichberechtigung und herrschenden politischen Machtinteressen setzte sich bei dem unter Mubarak im Jahre 2000 gegründeten National Council for Women (NCW) fort, der von seiner Ehefrau Suzanne Mubarak geleitet wurde. Die enge Zusammenarbeit des NCW mit den Vereinten Nationen und das Zusammenspiel mit der Nationaldemokratischen Partei Ägyptens diskreditierte teilweise den Einsatz für mehr Frauenrechte als Teil der autoritären Regierungsstrategie. Das Internet und insbesondere die sozialen Netzwerke ermöglichen Frauen zunehmend einen eigenständigen Raum jenseits der „Reformen von oben“.
Ägypten wird aktuell (2013) eine profunde Kultur der Missachtung von Frauen in öffentlichen Bereichen konstatiert.
Eine 2008 erschienene – auch mit EU-Mitteln geförderte – Studie einer ägyptischen Nichtregierungsorganisation beschrieb den gesamten Bereich des belästigenden Verhaltens bis einschließlich der Vergewaltigung. Die Studie wurde unter dem englischen Titel Clouds in Egypt’s Sky (Wolken am Himmel Ägyptens) öffentlich bekannt und verbreitet. Sexuelle Übergriffe gegen Frauen sind in der ägyptischen Öffentlichkeit alltäglich und finden unabhängig vom Regimetyp statt; sexuelle Gewalt und Belästigung sind auch als politisches Mittel eingesetzt worden (siehe nächsten Abschnitt).

## Sexuelle Gewalt und Belästigung im öffentlichen Raum

### Begriffsgeschichte
Die Beschreibung und Thematisierung von sexueller Belästigung ist in Ägypten selbst bei den verwandten Begrifflichkeiten umstritten. Für sexuelle Belästigung beziehungsweise einseitige Avancen im öffentlichen Raum wurde (und wird teilweise noch) das Wort mu’aksa (معاكسة) verwendet. Abdelmonem sieht eine (umstrittene) Verschiebung zum Begriff taharrusch („Belästigung“) bzw. taharrusch dschinsi (arabisch تحرش جنسي sexuelle Belästigung) hin. Dieser bezog sich laut Abdelmonem bis 2006 eher auf die Belästigung und Vergewaltigung von Minderjährigen. Die Organisation „Ägyptisches Zentrum für Frauenrechte“ hatte bereits zuvor den Begriff taharrusch für ihre Kampagne gegen sexuelle Belästigung im Alltag gewählt; andere Initiativen behielten dies bei. Mit der Ergänzung des Strafrechtsparagraphen 306 um einen eigenen Absatz fand der Begriff sexuelle Belästigung (taharrusch dschinsi) 2014 erstmals Eingang in einen Gesetzestext.

### Fallbeispiele
Im Frühjahr 2005 wurden ägyptische Frauenrechtlerinnen, die sich gegen die 2005 geplante Verfassungsabstimmung zur Direktwahl des Präsidenten wandten, in der Innenstadt Kairos von Polizisten und „baltigiyya“, vermutlich staatlich angeheuerten Agent Provocateurs, angegriffen und misshandelt; das Ereignis wurde als Schwarzer Mittwoch bekannt. Julia Gerlach sieht solche Angriffe in Ägypten als schon länger etabliertes politisches Mittel, um Aufstände zu bekämpfen: „Dazu wird sexuelle Belästigung in Ägypten schon seit Jahrzehnten eingesetzt. Zivilpolizisten mischen oft Demonstrationen auf, fassen Frauen in die Hose oder reißen ihnen die Kleider weg.“
Ein in Ägypten sehr prominentes Beispiel für sexuelle Übergriffe ereignete sich 2006 während des Feiertags zum Fastenbrechen, bei dem eine Gruppe junger Männer, die zuvor an einem überfüllten Kino abgewiesen worden waren, Frauen und Mädchen in der Innenstadt aggressiv belästigten. Videoaufnahmen der von den staatlichen Autoritäten zunächst ignorierten und abgestrittenen Vorkommnisse wurden von ägyptischen Bloggern wie Wael Abbas und Malek X. bekannt gemacht. Das Verschweigen der Vorkommnisse wurde damit öffentlich und in der Folge massiv kritisiert. Es folgte eine breite öffentliche Debatte der Vorfälle, die vor allem in unabhängigen Zeitungen stattfand.
2008 gelang es Noha Rushdie, einer damals 27-jährigen Filmemacherin, zum ersten Male in Ägypten einen Gerichtsprozess in Sachen sexueller Belästigung erfolgreich abzuschließen. Basis war eine unziemliche Verletzung der Sittsamkeit und eine Verletzung ihrer Ehre.

### Sexuelle Gewalt am Tahrir-Platz seit 2011

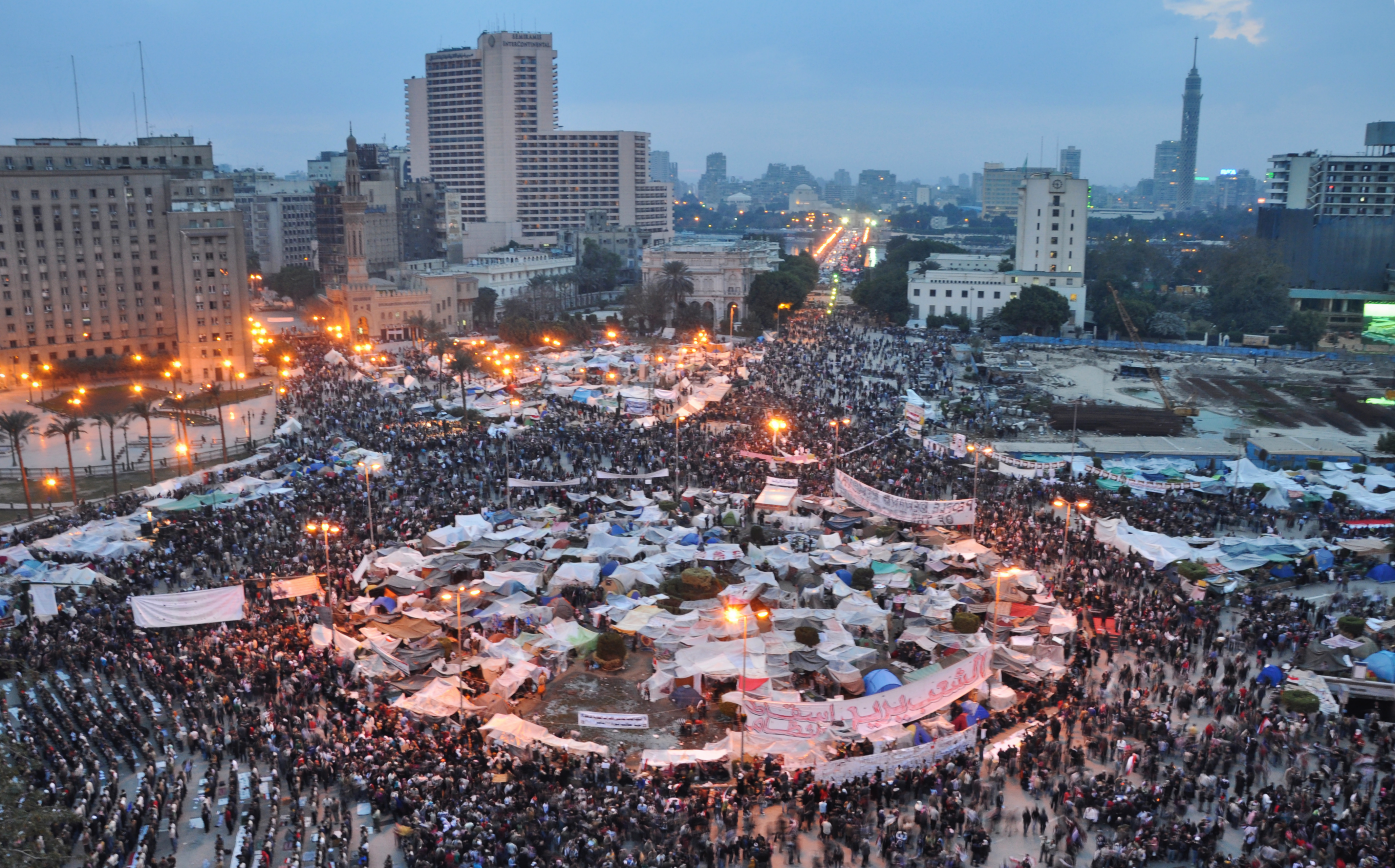
Massendemonstration am Tahrirplatz am 9. Februar 2011, wenige Tage vor dem Rücktritt Mubaraks

Das spezifische Phänomen von gemeinschaftlich begangenen sexuellen Übergriffen wurde 2011 bei den politischen Massendemonstrationen auf dem Kairoer Tahrir-Platz beobachtet und international thematisiert. Dabei wurden Frauen auf Demonstrationen umringt und angegriffen, oder unter Gewaltandrohung in Seitenstraßen und Restaurants verbracht. Teilweise wurde Kleidung zerschnitten oder entrissen; das Gleiche passierte auch Begleitern und Passanten, die der Angegriffenen helfen wollten. Neben zahlreichen ägyptischen Demonstrantinnen wurden zwischen 2011 und 2013 auch mehrere ausländische Journalistinnen Opfer von Vergewaltigungen und sexuellen Übergriffen im Umfeld des Tahrir-Platzes.
Internationale Schlagzeilen machte der Fall der südafrikanischen Fernsehjournalistin Lara Logan, die am 11. Februar 2011 als CBS-Chefkorrespondentin über die Massenfeiern zum am Vortag erfolgten Rücktritt Präsident Hosni Mubaraks berichtete, als sie von rund 200 Männern von ihrem Team getrennt, geschlagen und vergewaltigt wurde. Der Vorfall lenkte internationale Aufmerksamkeit auf das Phänomen. US-Präsident Barack Obama sprach Logan persönlich seine Anteilnahme aus. Aus der Perspektive der Frauen in Kairo blieben die 18 Tage vor dem Sturz von Mubarak als diejenigen in Erinnerung, in denen so gut wie keine Belästigung stattfand, bevor sie dann wieder mit größerer Härte einsetzte.

## Öffentliche Thematisierung nach 2011
In Ägypten werden sexuelle Übergriffe in der Öffentlichkeit seit der Revolution 2011 deutlich öfter beobachtet, sind aber auch Gegenstand einer zivilgesellschaftlichen Gegenbewegung, die unter dem vorigen Regime undenkbar gewesen wäre. Zu den von Frauenorganisationen mit dem Ziel der öffentlichen Anklage gesammelten und dokumentierten Opferberichten gehören auch solche von Gruppenvergewaltigungen am Tahrir-Platz. Das Phänomen sexueller Gewalt gegen Frauen und auch Gegenbewegungen, etwa das Internetportal HarassMap.org, sind im wissenschaftlichen Diskurs angekommen und teilweise kontrovers diskutiert worden.
Schlagzeilen in Ägypten machte der Umgang der Sicherheitsbehörden mit Demonstranten am 9. März 2011, einen Tag nach dem Internationalen Frauentag. Dabei wurde eine Reihe von ägyptischen Aktivistinnen nach einer Demonstration auf dem Tahrir-Platz verhaftet und einem zwangsweisen Jungfräulichkeitstest unterzogen (kashef el-’adhariyya). General Abd al-Fattah as-Sisi, der spätere Militärputschführer und Staatspräsident, ging so weit, das Vorgehen öffentlich zu rechtfertigen; man habe dies tun müssen, um die Polizei vor Vergewaltigungsvorwürfen zu schützen. Einige Vorkommnisse wie das Mädchen mit dem blauen BH (Blue Bra oder Tahrir Girl, Sit al Banat) – ein Handyvideo zu einer solchen Misshandlung – oder die Stellungnahme zur brutalen Vergewaltigung der Musikerin Yasmine el-Baramawy wurden über soziale Medien in Ägypten weit verbreitet und thematisiert. Die finnische Islamwissenschaftlerin Susanne Dahlgren betonte in einer von einer lokalen Boulevardzeitung zitierten Stellungnahme, das Phänomen sei nicht auf unverschleierte Frauen beschränkt. Das Mädchen mit dem blauen BH hatte eine Abaya getragen. Clouds in Egypt’s Sky nennt Umfragen, wonach drei Viertel der von öffentlichen sexuellen Übergriffen betroffenen Frauen verschleiert waren.
Samira Ibrahim (wie el-Baramawy) wurde auch dafür bekannt, sich mutig und öffentlich zu dem beschämenden Vorgehen zu äußern und im Falle Ibrahims engagiert juristisch auch gegen Regierungsstellen vorzugehen.

## Rolle während der Regierung Mursi 2012–2013
Sexuelle Gewalt als politisches Mittel wurde unter anderem in einer Studie im Umfeld der Heinrich-Böll-Stiftung vor allem der Regierungszeit Mohammed Mursis zugeschrieben. Mohammed Mursi war allerdings nur 2012 bis zu einem Staatsstreich am 3. Juli 2013 Staatspräsident Ägyptens und Vorsitzender der Freiheits- und Gerechtigkeitspartei, der politischen Partei der islamistischen Muslimbruderschaft und erster demokratisch gewählter Präsident Ägyptens. Sexuelle Übergriffe, auch politisch motivierter Natur, waren wie beschrieben auch vorher aufgetreten. Die politische Instrumentalisierung der Angriffe durch die Muslimbrüder ging über die Ansätze des Militärs hinaus, da sie auch religiöse Motive mit einbezog, um die Betroffenen zu diskriminieren. Der Staatsapparat war nach wie vor von Anhängern des vorigen Regimes durchsetzt. Die Muslimbrüder versuchten, die Vorkommnisse zu verharmlosen oder sie auf die betroffenen Frauen zu schieben und nicht zuletzt die Oppositionsbewegung damit zu diskreditieren. Nach Abu Islam, einem bekannten Kleriker und häufigen Gast bei Fernsehsendungen, wäre einen Mann für sexuelle Übergriffe zu verklagen, wie einer Katze vorzuwerfen, wenn sie frei herumliegendes Fleisch fresse.
Aktivistinnen wie Noora Flinkman von HarassMap oder Mariam Kirollos von OpAntiSH nehmen die (weiter oben angeführte) Frustration ägyptischer Männer durchaus wahr, wehren sich aber vehement gegen das Argument, das entschuldige in irgendeiner Weise die alltägliche Terrorisierung von Frauen mit anzüglichen Bemerkungen, Schnalzlauten und körperlichen Grapschattacken ohne jedes Unrechtsbewusstsein.
Am Abend des zweiten Jahrestages der Revolution in Ägypten (25. Januar 2013) trafen sich, nach erneuten massiven Vorkommnissen bei der zugehörigen Demonstration, betroffene Frauen informell im Café Riche (am Talaat Harb nahe am Tahrirplatz). Sie beschlossen, die Vorkommnisse öffentlich zu machen. Lamis El Hadidy, eine bekannte politische Fernsehanalystin und Anchorfrau, widmete Anfang Februar 2013 eine komplette Fernsehsendung den Vorkommnissen. Es kam zu einer breiteren Koalition von politischen Gruppen und NGOs, die eine gemeinsame Erklärung gegen die Vorkommnisse (und deren mutmaßliche Hinterleute) veröffentlichten. Vorher war dies nicht systematisch passiert, da die Opfer befürchteten, die Demokratiebewegung zu schwächen. Keine der islamistischen Parteien oder religiösen Organisationen beteiligte sich an der Erklärung. Anzeigen der betroffenen Frauen verliefen im Sande beziehungsweise wurden von der Staatsanwaltschaft auf unbestimmte Zeit verschoben.

### Erste Gesetzesinitiative 2013
Eine dabei geforderte und initiierte Abänderung des Strafrechts in Ägypten wurde abgelehnt. Der Gesetzesvorschlag wurde von Amr Hamzawy mit unterstützt und auf den Weg gebracht, Azza al Garf, eine Parlamentarierin der Freiheits- und Gerechtigkeitspartei, machte die Betroffenen für die Vorfälle selbst verantwortlich, ihr Kollege Reda Al Hefnawy sah die Behörden nicht in der Lage, Frauen zu schützen, die an Demonstrationen mit „thugs“ (Gaunern) teilnahmen und sich freiwillig in eine solche Gruppe von Männern begaben. Im März 2013 lehnte die Muslimbrüderschaft die Erklärung über die Beseitigung der Gewalt gegen Frauen der Vereinten Nationen mit scharfen Worten ab, die Erklärung stünde im Gegensatz zu wichtigen Grundlagen der ägyptischen Gesellschaft. Hintergrund war nicht zuletzt die massive Beteiligung von Frauen an den öffentlichen Demonstrationen. Diese richteten sich gegen auch massive Versorgungsengpässe, Lebensmittelteuerung und Benzinverknappung und eine desolate wirtschaftliche Situation. Das Klima der politischen Auseinandersetzung war heillos zerrüttet. Der erneute Militärputsch in Ägypten 2013 führte zu einer Staatskrise in Ägypten 2013 und 2014.

## Rolle im ägyptischen Kino
Auch in ägyptischen Spielfilmen wurde ab Mitte der 2000er Jahre die alltägliche sexuelle Belästigung thematisiert. Angesichts des nach wie vor großen Anteils von Analphabeten sind Kinofilme in Ägypten, wie der arabischen Welt insgesamt, wichtige breit zugängliche und politisch relevante Medien. In der Zeit entstanden einige Kinofilme zu Unterdrückung und Belästigung von Frauen. Insbesondere Ihkî yâ Shahrâzâd (Die Frauen/Mädchen von Kairo, Yusrî Nasr Allâh, 2009) und 678 (Muhammad Diyâb, 2010) ragen dabei heraus. Der Kinofilm 678 (deutsch Kairo 678) zeigte beispielhaft das Phänomen der verschiedenen Formen sexueller Gewalt in Ägypten anhand von drei Frauen unterschiedlicher Herkunft, führt es aber auf die sexuelle Frustration ägyptischer Männer zurück. Die gesellschaftlichen Zwänge reduzieren ein geregeltes Sexualleben auf die Ehe, die wegen des finanziellen Aufwands für eine Hochzeit wie eine eigene Wohnung erst spät (wenn überhaupt) erfolgt. Von den drei Protagonistinnen wird die erste von einem Einzeltäter, die zweite im Beisein ihres Ehemannes, der ihr nicht helfen kann, von einer Gruppe attackiert, wodurch die Ehe scheitert. Die dritte ruft eine Gruppe herbei, um sich gegen einen Einzeltäter erfolgreich zu wehren, wird aber bei der Erstattung einer Anzeige bei der Polizei abgewiesen. Als erste Frau, die es wagt, bei so einem Vorkommnis Anzeige zu erstatten, wird sie aber in einer Fernsehsendung eingeladen. Der Film war unter anderem umstritten, weil eine der drei dargestellten Frauen ein Messer mitführt, um sich gegen die Attacken wehren zu können. Das sah Mahmoud Hanfy Mahmoud, Sprecher einer Menschenrechtsorganisation, schon als Grund, den Film verbieten zu lassen. Die Autoren wehrten sich und argumentierten, sie stellten einfach die alltägliche Vorgehensweise von Frauen dar.

## Strafrecht
Das ägyptische Strafrecht hat in sexuellen Themen wichtige Lücken, sowohl was die Regelungen zu Vergewaltigungen wie auch was sexuelle Übergriffe angeht, und lässt insbesondere die Möglichkeit offen, das Opfer wegen Unzucht anzuklagen, wenn Zweifel an der mangelnden Freiwilligkeit aufgebracht werden. Vergewaltigung in der Ehe ist kein Tatbestand. Sexuelle Gewalt gegen Männer wird ebenso nicht behandelt, auch wenn entsprechende Vorfälle, auch durch die Polizeikräfte, bereits 2007 international bekannt wurden.
2014 wurde dann eine Gesetzeserweiterung ratifiziert, die den Artikel 306 des Strafgesetzbuches erweiterte und entsprechende Ehren- und Sittsamkeitsdelikte stärker unter Strafe stellte. Vorausgegangen war ein erneuter Vorfall am Cairo University College of Law, bei der die Polizei eine junge Frau vom juristischen Universitätscampus eskortieren musste, die von einer großen Gruppe Männer attackiert und belästigt worden war. Die Gesetzesänderung bezog sich auf Verletzung der Sittsamkeit und Stalking und war damit deutlich weniger umfassend als von etlichen NGOs gefordert.

## Gegenmaßnahmen
Gegenmaßnahmen beziehen ausdrücklich Männer mit ein. Aktivisten treten in gemischten Gruppen auf und machen auf Belästigung aufmerksam. In gewisser Weise problematisch ist, dass die Unterstützer von Frauen ebenso attackiert werden. Frauen können sich ebenso nicht sicher sein, wer sie unterstützt oder bedroht. Teilweise kennzeichnen sich Antibelästigungspatrouillen, organisiert unter anderem von Organisationen wie OpAntiSH und Tahrir Bodyguard, bei größeren Veranstaltungen mit farbigen Westen. Wichtig ist der Umgang mit den Bystanders, den Zuschauern beziehungsweise Passanten, deren Gleichgültigkeit nicht nur beklagt wird, sondern deren aktiver Einsatz gegen das Phänomen erst herbeigeführt werden muss. Entsprechende Bewusstseinsänderungen sollen unter anderem mit Schulungen und öffentlichen Ansprachen insbesondere der zunächst unbeteiligten Zuschauer herbeigeführt werden. Abdelmonem zitiert dabei auch Arbeiten aus dem Umfeld der deutschen Heinrich-Böll-Stiftung und nennt auch Erfahrungen aus dem Schulhofmobbing von Schülergruppen wie A Classmate in Distress.

## Internationales Umfeld
Ein Arbeitspapier des Institute of Development Studies in Sussex beschreibt die Vorgänge, einschließlich der zivilgesellschaftlichen Initiativen. Sie schließt mit expliziten Handlungsempfehlungen an Regierungen, Spendenorganisationen und Zivilgesellschaft und sieht ein Forschungsinteresse zu politisch motivierter sexueller Gewalt nicht nur im Kriegsfall, sondern auch bei politischen Umbrüchen. Insbesondere Libyen, Tunesien und der Jemen böten sich für entsprechende Länderstudien an. Ebenso ist das mit Ägypten zeitweise in einer Länderunion verbundene Syrien von Interesse.
Ausgehend von einer am 10. Januar 2016 in der Welt zitierten Stellungnahme des deutschen Bundeskriminalamts nach den sexuellen Übergriffen in der Silvesternacht 2015/2016 wurde die in Ägypten umstrittene (und vom BKA falsch transkribierte) Bezeichnung „Taharrush gamea“ auch in deutschen und europäischen Medien verwendet. Das BKA sieht die gemeinschaftlich begangenen sexuellen Belästigungen (explizit mit dem Modus Operandi Taharrush gamea) von Frauen in der Öffentlichkeit als eine in mehreren arabischen Ländern gegebene Erscheinung. Eine Stellungnahme des Innenministeriums an den Innenausschuss des nordrhein-westfälischen Landtags nannte ebenso den Begriff des BKAs.
Christoph Ehrhardt, der FAZ-Korrespondent in Beirut, nannte Stellungnahmen von ägyptischen Feministinnen, die sich über die „Karriere“ des Begriffs wunderten, der (laut Noora Finkelman) „nicht mehr als eine Vokabel“ sei. Erhardt bezog sich auch auf die Entstehungsgeschichte dieses Artikels (noch unter dem Titel Taharrush gamea) in der deutschsprachigen Wikipedia. Er beschrieb Ähnlichkeiten im (bislang bekannten) Vorgehen der Täter in Köln zu dem der Banden auf dem Kairoer Tahrir-Platz nach 2011. Seine Interviewpartnerinnen wiesen aber auf Unterschiede zwischen den beobachteten Phänomenen in Ägypten und Deutschland hin und betonten insbesondere eine völlig andere Rolle der Sicherheitsbehörden und des Alkoholmissbrauchs bei den politischen Kundgebungen in Kairo und der „Massenparty“ in Köln. Eine Trennung zwischen den politisch motivierten Übergriffen und der Vorgehensweise von Jugendbanden nahm auch die frühere Nahostkorrespondentin Julia Gerlach beim Deutschlandradio vor. Andere Autoren kritisierten, dass der arabische Begriff vor allem aus fremdenfeindlichen Motiven propagiert wurde, unter anderem von rechtsgerichteten Politikern und Gruppen.

## Dokumentationen
- هذا هو الاعتداء الجماعي (Augenzeugenvideos eines Massenangriffs auf eine Frau in Ägypten – mit deutschem Untertitel) – Videoquelle vom 1. Februar 2013.
- Gewalt gegen Frauen in Ägypten. Die Schatten des Tahrir. In: ZDF-Auslandsjournal, 13. Januar 2016, 22:15.